# Samurai Gunn
Samurai Gunn ist ein 2D-Action Videospiel, das von Teknopants entwickelt und von Maxistentialism veröffentlicht wurde. Das Spiel wurde 2013 für Windows und 2015 für macOS veröffentlicht. Eine Fortsetzung, Samurai Gunn 2, wurde für Windows, Nintendo Switch, PlayStation 4 und Xbox One angekündigt und wird 2020 für Nintendo Switch veröffentlicht.

## Spielprinzip
Charaktere sind mit einem Schwert und einer Waffe mit nur drei Kugeln pro Leben ausgerüstet. 

## Entwicklung
Beau Blyth entwickelte das Konzept von Samurai Gunn, als er den Film The Room ansah. In seiner Langeweile rief er seinem Freund Jake an, dass er ein Spiel machen würde. Sein Freund antwortete: „Samurais. Mit Schusswaffen!“ Die Entwicklung des Spiels begann in derselben Nacht, in der Blyth einen funktionierenden Prototyp fertiggestellt hatte, der mit den meisten Grundfunktionen lief. Das Hauptspiel wurde innerhalb einer Woche produziert, die Entwicklung des vollständigen Spiels dauerte ein halbes Jahr.